# ドイチェ・フースバルマイスターシャフト1935-1936
ドイチェ・フースバルマイスターシャフト 1935-1936 はドイツ国で開催された第29回目のサッカー全国大会である。1.FCニュルンベルクが優勝し、6回目のドイチャー・フースバルマイスターの座に就いた。

## 概要

### 大会方式
ガウリーガを制した16の大管区王者がドイチェ・マイスターシャフトに進出、4組に分かれてホーム・アンド・アウェー方式のグループステージを戦い、各組1位が中立地一試合制のトーナメントに進出する。
今大会は番狂わせが起こった。過去三大会連続で決勝に進出し二連覇中のドイツ王者FCシャルケ04が、準決勝で敗れたのである。またシャルケはグループステージでも勝ち点で単独首位になれず、平均得点率により辛うじて突破していた。そのシャルケに三位決定戦で敗れたフォアヴェルツRaSpoグライヴィッツは、シュレージエンのクラブとしては初めて準決勝に進出した。こちらもサプライズである。
9年間ドイツ王者のタイトルから遠ざかっていた1920年代の覇者、1．FCニュルンベルクが今季の全国タイトルを総なめにした。ドイチャーマイスター回数最多記録を持つフランケンの名門は、自身通算8回目となるDMに進出し、3年ぶり2回目の優勝を狙うフォルトゥナ・デュッセルドルフを延長戦の末2－1で破り、6回目の優勝を決めた。またこれに先立つ1935年12月には、今季新たに創設されたカップ戦「チャマーポカール」 (現DFBポカール)の第一回大会、チャマーポカール1935決勝でシャルケを破って優勝し、事実上最初の二冠王者となった。

## 出場クラブ[2]
| クラブ                             | 出場資格                                           |
| SVヒンデンブルク・アレンシュタイン | ガウリーガ・オストプロイセン1935-1936優勝          |
| ヴィクトリア・シュトルプ           | ガウリーガ・ポンメルン1935-1936優勝                |
| ベルリナーSV92                     | ガウリーガ・ベルリン=ブランデンブルク1935-1936優勝 |
| フォアヴェルツRaSpoグライヴィッツ  | ガウリーガ・シュレージエン1935-1936優勝            |
| PSVケムニッツ                      | ガウリーガ・ザクセン1935-1936優勝                  |
| 1.SVイエナ                         | ガウリーガ・ミッテ1935-1936優勝                    |
| アイムスビュッテラーTV             | ガウリーガ・ノルトマルク1935-1936優勝              |
| ヴェルダー・ブレーメン             | ガウリーガ・ニーダーザクセン1935-1936優勝          |
| FCシャルケ04                       | ガウリーガ・ニーダーザクセン1935-1936優勝          |
| フォルトゥナ・デュッセルドルフ     | ガウリーガ・ニーダーライン1935-1936優勝            |
| ケルナーCfR                        | ガウリーガ・ミッテルライン1935-1936優勝            |
| FCハナウ93                         | ガウリーガ・ヘッセン1935-1936優勝                  |
| ヴォルマティア・ヴォルムス         | ガウリーガ・ズュートヴェスト1935-1936優勝          |
| SVヴァルトホフ07                   | ガウリーガ・バーデン1935-1936優勝                  |
| シュトゥットガルター・キッカース   | ガウリーガ・ヴュルテンブルク1935-1936優勝          |
| 1.FCニュルンベルク                 | ガウリーガ・バイエルン1935-1936優勝                |

## グループステージ

### グループ1
対象地域：ブランデンブルク、オストプロイセン、ザクセン、ヴェストファーレン。
| 順 | チーム                             | 試 | 勝 | 分 | 敗 | 得 | 失 | 得率  | 点 | 出場権     |     | S04 | PSV | BSV | HIA |
| -- | ---------------------------------- | -- | -- | -- | -- | -- | -- | ----- | -- | ---------- | --- | --- | --- | --- | --- |
| 1  | FCシャルケ04                       | 6  | 5  | 0  | 1  | 22 | 7  | 3.143 | 10 | 準決勝進出 |     | —   | 2–3 | 4–0 | 7–0 |
| 2  | PSVケムニッツ                      | 6  | 5  | 0  | 1  | 19 | 9  | 2.111 | 10 |            |     | 1–2 | —   | 4–1 | 4–1 |
| 3  | ベルリナーSV92                     | 6  | 2  | 0  | 4  | 10 | 17 | 0.588 | 4  |            | 2–3 | 1–4 | —   | 3–1 |     |
| 4  | SVヒンデンブルク・アレンシュタイン | 6  | 0  | 0  | 6  | 6  | 24 | 0.250 | 0  |            | 1–4 | 2–3 | 1–3 | —   |     |

### グループ1試合結果
開催日：1936年4月5日・19日・26日、5月3日・10日・17日

会場：グリュックアウフ=カンプフバーン (ゲルゼンキルヘン)、シュターディオン・アン・デア・ゲレルトシュトラーセ (ケムニッツ)、モムセンシュターディオン (ベルリン)、シュポルトプラッツ・アム・フリートレンダー・トーア (ケーニヒスベルク)、シュターディオン・ローテ・エアデ (ドルトムント)、シュターディオン・アム・ゲズントブルネン (ベルリン)、ズュートカンプフバーン (ケムニッツ)、シュターディオン・アン・デア・カストロパー・シュトラーセ (ボーフム)、ポストシュターディオン (ベルリン)、ライターカゼルネ (アレンシュタイン)、シュターディオン・アム・オストラゲヘーゲ  (ドレスデン)
| チーム #1                          | スコア    | チーム #2                          |
| ---------------------------------- | --------- | ---------------------------------- |
| FCシャルケ04                       | 4:0 (2:0) | ベルリナーSV92                     |
| PSVケムニッツ                      | 4:1 (2:1) | SVヒンデンブルク・アレンシュタイン |
| ベルリナーSV92                     | 1:4 (1:0) | PSVケムニッツ                      |
| SVヒンデンブルク・アレンシュタイン | 1:4 (1:2) | FCシャルケ04                       |
| FCシャルケ04                       | 2:3 (1:0) | PSVケムニッツ                      |
| ベルリナーSV92                     | 3:1 (1:0) | SVヒンデンブルク・アレンシュタイン |
| PSVケムニッツ                      | 4:1 (0:1) | ベルリナーSV92                     |
| FCシャルケ04                       | 7:0 (4:0) | SVヒンデンブルク・アレンシュタイン |
| ベルリナーSV92                     | 2:3 (1:2) | FCシャルケ04                       |
| SVヒンデンブルク・アレンシュタイン | 2:3 (2:0) | PSVケムニッツ                      |
| SVヒンデンブルク・アレンシュタイン | 1:3 (1:2) | ベルリナーSV92                     |
| PSVケムニッツ                      | 1:2 (0:2) | FCシャルケ04                       |

### グループ2
対象地域：ノルトマルク、ニーダーザクセン、ポンメルン、シュレージエン。
| 順 | チーム                            | 試 | 勝 | 分 | 敗 | 得 | 失 | 得率  | 点 | 出場権     |     | VRG | SVW | ETV | STO |
| -- | --------------------------------- | -- | -- | -- | -- | -- | -- | ----- | -- | ---------- | --- | --- | --- | --- | --- |
| 1  | フォアヴェルツRaSpoグライヴィッツ | 6  | 5  | 0  | 1  | 21 | 9  | 2.333 | 10 | 準決勝進出 |     | —   | 5–2 | 4–1 | 5–0 |
| 2  | ヴェルダー・ブレーメン            | 6  | 4  | 0  | 2  | 22 | 11 | 2.000 | 8  |            |     | 2–4 | —   | 2–0 | 6–0 |
| 3  | アイムスビュッテラーTV            | 6  | 2  | 0  | 4  | 7  | 14 | 0.500 | 4  |            | 3–0 | 1–6 | —   | 2–1 |     |
| 4  | ヴィクトリア・シュトルプ          | 6  | 1  | 0  | 5  | 4  | 20 | 0.200 | 2  |            | 1–3 | 1–4 | 1–0 | —   |     |

### グループ2試合結果
開催日：1936年4月5日・19日・26日、5月3日・10日・17日

会場：シュターディオン・ホーエルフト (ハンブルク)、ヴェーザーシュターディオン (ブレーメン)、ヤーンシュターディオン (グライヴィッツ)、ヨアヒム=アルブレヒト=プラッツ (シュトルプ)、アドルフ=ヒトラー=カンプフバーン (ヒンデンブルクOS)、アルトナ93シュターディオン (アルトナ)、アイントラハト=シュターディオン (ブラウンシュヴァイク)、SCプラッツ・アム・エッカーベルガー・ヴァルト (シュテッティン)
| チーム #1                         | スコア    | チーム #2                         |
| --------------------------------- | --------- | --------------------------------- |
| アイムスビュッテラーTV            | 3:0 (2:0) | フォアヴェルツRaSpoグライヴィッツ |
| ヴェルダー・ブレーメン            | 6:0 (2:0) | ヴィクトリア・シュトルプ          |
| フォアヴェルツRaSpoグライヴィッツ | 5:2 (1:1) | ヴェルダー・ブレーメン            |
| ヴィクトリア・シュトルプ          | 1:0 (1:0) | アイムスビュッテラーTV            |
| フォアヴェルツRaSpoグライヴィッツ | 5:0 (3:0) | ヴィクトリア・シュトルプ          |
| アイムスビュッテラーTV            | 1:6 (1:2) | ヴェルダー・ブレーメン            |
| ヴェルダー・ブレーメン            | 2:4 (1:2) | フォアヴェルツRaSpoグライヴィッツ |
| アイムスビュッテラーTV            | 2:1 (0:0) | ヴィクトリア・シュトルプ          |
| フォアヴェルツRaSpoグライヴィッツ | 4:1 (2:0) | アイムスビュッテラーTV            |
| ヴィクトリア・シュトルプ          | 1:4 (1:2) | ヴェルダー・ブレーメン            |
| ヴェルダー・ブレーメン            | 2:0 (2:0) | アイムスビュッテラーTV            |
| ヴィクトリア・シュトルプ          | 1:3 (1:3) | フォアヴェルツRaSpoグライヴィッツ |

- 1936年4月26日の試合 VRグライヴィッツ  : ヴィクトリア・シュトルプ 5:0 は、ヒンデンブルクのアドルフ=ヒトラー=カンプフバーンで開催、観衆12000人。

(出典: Fußball – Illustrierte Sportzeitung, Nr. 18 vom 28. April 1936, Seite 20)
- 1936年4月19日の試合 ヴィクトリア・シュトルプ : ETV 1:0 はゲルマニア=プラッツで開催、当時の名称はヨアヒム=アルブレヒト=プラッツ。

(出典 Wikipedia Germania Stolp)
- 1936年5月10日の試合 ヴィクトリア・シュトルプ : ヴェルダー・ブレーメンは、本来の本拠地ヒンデンブルク=カンプフバーンで開催。

(出典 : Fußball-Illustrierte Sportzeitschrift, Nr. Nr. 20 vom 12.Mai 1936, Seite 15 - Daß Viktoria Stolp auf eigenem Platz ... + Wikipedia Viktoria Stolp)

### グループ3
対象地域：バイエルン、ミッテ、ズュートヴェスト、ヴュルテンベルク。
| 順 | チーム                           | 試 | 勝 | 分 | 敗 | 得 | 失 | 得率  | 点 | 出場権     |     | FCN | W08 | SVJ | SKI |
| -- | -------------------------------- | -- | -- | -- | -- | -- | -- | ----- | -- | ---------- | --- | --- | --- | --- | --- |
| 1  | 1.FCニュルンベルク               | 6  | 5  | 1  | 0  | 19 | 4  | 4.750 | 11 | 準決勝進出 |     | —   | 2–1 | 3–0 | 2–0 |
| 2  | ヴォルマティア・ヴォルムス       | 6  | 2  | 1  | 3  | 15 | 13 | 1.154 | 5  |            |     | 2–2 | —   | 3–1 | 6–2 |
| 3  | 1.SVイエナ                       | 6  | 2  | 0  | 4  | 7  | 13 | 0.538 | 4  |            | 1–5 | 3–1 | —   | 2–0 |     |
| 4  | シュトゥットガルター・キッカース | 6  | 2  | 0  | 4  | 6  | 17 | 0.353 | 4  |            | 0–5 | 3–2 | 1–0 | —   |     |

### グループ3試合結果
開催日：1936年4月5日・19日・26日、5月3日・10日・17日

会場：シュテーティッシェス・シュターディオン (ニュルンベルク)、ヴォルマティア=シュターディオン (ヴォルムス)、ヴァルダオ=シュターディオン (シュトゥットガルト)、イエナー・シュポルトフェルト (イエナ)、ヴァルトシュターディオン (フランクフルト・アム・マイン)、シュポルトプラッツ・デア・シュポルトフロインデ (エスリンゲン・アム・ネッカー)、ツァボ (ニュルンベルク)、アドルフ=ヒトラー=カンプフバーン (シュトゥットガルト)、シュヴァーベン=プラッツ (アウクスブルク)、テューリンガー・ランデスカンプフバーン (ヴァイマル)
| チーム #1                        | スコア    | チーム #2                        |
| -------------------------------- | --------- | -------------------------------- |
| 1. FCニュルンベルク              | 2:0 (2:0) | シュトゥットガルター・キッカース |
| ヴォルマティア・ヴォルムス       | 3:1 (2:1) | 1. SVイエナ                      |
| シュトゥットガルター・キッカース | 3:2 (2:0) | ヴォルマティア・ヴォルムス       |
| 1. SVイエナ                      | 1:5 (0:2) | 1. FCニュルンベルク              |
| ヴォルマティア・ヴォルムス       | 2:2 (1:1) | 1. FCニュルンベルク              |
| シュトゥットガルター・キッカース | 1:0 (1:0) | 1. SVイエナ                      |
| ヴォルマティア・ヴォルムス       | 6:2 (4:0) | シュトゥットガルター・キッカース |
| 1. FCニュルンベルク              | 3:0 (1:0) | 1. SVイエナ                      |
| シュトゥットガルター・キッカース | 0:5 (0:2) | 1. FCニュルンベルク              |
| 1. SVイエナ                      | 3:1 (2:1) | ヴォルマティア・ヴォルムス       |
| 1. FCニュルンベルク              | 2:1 (1:1) | ヴォルマティア・ヴォルムス       |
| 1. SVイエナ                      | 2:0 (1:0) | シュトゥットガルター・キッカース |

- 4月26日のシュポルトプラッツ・デア・シュポルトフロインデ・エスリンゲンでの試合、シュトゥットガルター・キッカーズ-1.SVイエナ (1-0、観衆7000人)について。エーベルハルト=バウアー=シュタディオンは1968年開場、この試合で使われた最初のシュポルトフロインデのグラウンドは、新ネッカー運河建設により取り壊された。

(出典 : Sportfreundeplatz : Fußball-Illustrierte Sportzeitung , Nr. 18 vom 28.April 1936 , Seite 18)
- 5月17日 1.SVイエナ : シュトゥットガルター・キッカーズは、ヴァイマルのテューリンガー・ランデスカンプフバーンで開催。

(出典 : Fußball - Illustrierte Sportzeitung , Nr. 21 vom 19.Mai 1936 , Seite 11 + Originalfußballprogramm von diesem Spiel )

### グループ4
対象地域：バーデン、ヘッセン、ミッテルライン、ニーダーライン。
| 順 | チーム                         | 試 | 勝 | 分 | 敗 | 得 | 失 | 得率  | 点 | 出場権     |     | F95 | H93 | WMA | CFR |
| -- | ------------------------------ | -- | -- | -- | -- | -- | -- | ----- | -- | ---------- | --- | --- | --- | --- | --- |
| 1  | フォルトゥナ・デュッセルドルフ | 6  | 5  | 0  | 1  | 16 | 7  | 2.286 | 10 | 準決勝進出 |     | —   | 3–1 | 3–1 | 3–0 |
| 2  | FCハナオ93                     | 6  | 2  | 1  | 3  | 9  | 6  | 1.500 | 5  |            |     | 5–1 | —   | 0–0 | 3–0 |
| 3  | SVヴァルトホフ07               | 6  | 2  | 1  | 3  | 6  | 10 | 0.600 | 5  |            | 0–4 | 1–0 | —   | 2–0 |     |
| 4  | ケルナーCfR                    | 6  | 2  | 0  | 4  | 4  | 12 | 0.333 | 4  |            | 0–2 | 1–0 | 3–2 | —   |     |

### グループ4試合結果
開催日：1936年4月5日・19日・26日、5月3日・10日・17日

会場：ヴェダオシュターディオン (デュイスブルク)、フェニックス=シュターディオン・アム・ヴィルトパルク (カールスルーエ)、ラートレンバーン (ケルン)、シュターディオン・アン・デア・アシャッフェンブルガー・シュトラーセ (ハナウ)、シュターディオン (マンハイム)、ラインシュターディオン (デュッセルドルフ)、ヘッセンカンプフバーン (カッセル)、シュミット=シュナイダース=シュターディオン (ボン)、ヴァイデンペッシャー・パルク (ケルン)
| チーム #1                      | スコア    | チーム #2                      |
| ------------------------------ | --------- | ------------------------------ |
| フォルトゥナ・デュッセルドルフ | 3:1 (1:0) | FCハナウ93                     |
| SVヴァルトホフ07               | 2:0 (1:0) | ケルナーCfR                    |
| ケルナーCfR                    | 0:2 (0:1) | フォルトゥナ・デュッセルドルフ |
| FCハナウ93                     | 0:0       | SVヴァルトホフ07               |
| SVヴァルトホフ07               | 0:4 (0:2) | フォルトゥナ・デュッセルドルフ |
| FCハナウ93                     | 3:0 (1:0) | ケルナーCfR                    |
| SVヴァルトホフ07               | 1:0 (0:0) | FCハナウ93                     |
| フォルトゥナ・デュッセルドルフ | 3:0 (1:0) | ケルナーCfR                    |
| FCハナウ93                     | 5:1 (3:1) | フォルトゥナ・デュッセルドルフ |
| ケルナーCfR                    | 3:2 (0:1) | SVヴァルトホフ07               |
| フォルトゥナ・デュッセルドルフ | 3:1 (1:0) | SVヴァルトホフ07               |
| ケルナーCfR                    | 1:0 (1:0) | FCハナウ93                     |

ボンのシュミット=シュナイダース=シュタディオンの名称は、1921－1927年はリーフェニンクスヴェーク、1927－1938年はシュミット＝シュナイダース＝シュタディオン、1938年以降ポストシュタディオン。
(出典 : 1. Fußball - Illustrierte Sportzeitung Nr. 20 vom 12.Mai 1936 , Seite 14 - Bonner Stadion mit Zementradbahn. 2. Internetseite KuLaDig über die Namen des Poststadions.)

## 準決勝
会場：アドルフ=ヒトラー=カンプフバーン (シュトゥットガルト)、シュターディオン・アム・オストラゲヘーゲ
| チーム #1                      | スコア | チーム #2                         |
| ------------------------------ | ------ | --------------------------------- |
| 1936年6月7日                   |        |                                   |
| フォルトゥナ・デュッセルドルフ | 3–1    | フォアヴェルツRaSpoグライヴィッツ |
| 1.FCニュルンベルク             | 2–0    | FCシャルケ04                      |

## 三位決定戦
会場：ポストシュターディオン・ベルリン
| チーム #1     | スコア | チーム #2                         |
| ------------- | ------ | --------------------------------- |
| 1936年6月20日 |        |                                   |
| FCシャルケ04  | 8–1    | フォアヴェルツRaSpoグライヴィッツ |

## 決勝
| 1.FCニュルンベルク                   | 2 - 1 (延長) | フォルトゥナ・デュッセルドルフ |
| ------------------------------------ | ------------ | ------------------------------ |
| アイベアガー 34分 · グースナー 120分 | レポート     | ナハトガル 3分                 |

| 1．FCニュルンベルク |  |                                 |  |
|                     |  |                                 |  |
| GK                  |  | ゲオーク・ケール (サッカー選手) |  |
| DF                  |  | ヴィリ・ビルマン                |  |
| DF                  |  | アンドレアス・ムンカート        |  |
| MF                  |  | ハンス・ユーベライン            |  |
| MF                  |  | ハインツ・カロリン              |  |
| MF                  |  | リヒャート・ウエーム            |  |
| FW                  |  | カール・グースナー              |  |
| FW                  |  | マック・アイベアガー            |  |
| FW                  |  | ゲオーク・フリーデル            |  |
| FW                  |  | ゼップル・シュミット            |  |
| FW                  |  | リヒャート・シュヴァープ        |  |
| 監督                |  |                                 |  |
| ハンス・カルプ      |  |                                 |  |

| フォルトゥナ・デュッセルドルフ  |  |                                                     |  |
|                                 |  |                                                     |  |
| GK                              |  | ヴィリ・ペーシュ                                    |  |
| DF                              |  | パウル・ヤネス                                      |  |
| DF                              |  | パウル・ボーネフェルト                              |  |
| MF                              |  | パウル・メール                                      |  |
| MF                              |  | ヤーコプ・ベンダー                                  |  |
| MF                              |  | エートムント・チャイカ (1909年生まれのサッカー選手) |  |
| FW                              |  | エアンスト・アルブレヒト                            |  |
| FW                              |  | シュタニスラウス・コビールスキ                      |  |
| FW                              |  | ヴィリ・ヴィーゴルト                                |  |
| FW                              |  | ヨーゼフ・ナハトガル                                |  |
| FW                              |  | フェリックス・ツヴォラノフスキ                      |  |
| 監督                            |  |                                                     |  |
| カール・ヘーガー (サッカー選手) |  |                                                     |  |

|  |